# Hovin Station
Hovin Station (Hovin stasjon) er en jernbanestation på Dovrebanen, der ligger ved byområdet Hovin i Melhus kommune i Norge. Stationen består af to spor, to perroner og en stationsbygning i rødmalet træ.
Stationen åbnede 5. august 1864, da Trondhjem–Størenbanen, nu en del af Dovrebanen, stod færdig. Oprindeligt hed den Hovind, men den skiftede navn til Hovin 23. april 1921. Den blev fjernstyret 27. juli 1965.
Stationen ligger lige syd for Gaulfossen, hvor elven Gaula løber gennem en trang dal. Den trange dal gør områderne omkring elven ekstra udsatte for oversvømmelser. Ved en stormflod 24. juni 1918 stod vandet til skulderhøjde på stationen, mens det 24. august 1940 stod til op over stueetagen på stationsbygningen.

## Galleri
- Hovin Station under stormfloden 24. august 1940.
- Højde for oversvømmelserne i 1918 og 1940.